# Hüffelsheim
Hüffelsheim là một đô thị thuộc huyện Bad Kreuznach trong bang Rheinland-Pfalz, phía tây nước Đức. Đô thị Hüffelsheim có diện tích 6,55 km², dân số thời điểm ngày 31 tháng 12 năm 2006 là 1314 người.